# Gacek alpejski
Gacek alpejski (Plecotus macrobullaris) – gatunek ssaka z podrodziny mroczków (Vespertilioninae) w obrębie rodziny mroczkowatych (Vespertilionidae).

## Taksonomia
Gatunek po raz pierwszy zgodnie z zasadami nazewnictwa binominalnego opisał w 1965 roku rosyjski zoolog Aleksander Kuzjakin jako podgatunek Plecotus auritus i nadając mu nazwę Plecotus auritus macrobullaris. Holotyp pochodził z pobliża Władykaukazu, w Osetii Północnej, w Rosji. 
Autorzy Illustrated Checklist of the Mammals of the World uznają ten gatunek za monotypowy. 

### Etymologia
- Plecotus: gr. πλεκω plekō „owijać, skręcać”; ους ous, ωτος ōtos „ucho”[8].
- macrobullaris: gr. μακρος makros „długi”[9]; łac. bulla, bullae „duża bańka, pęcherz, bąbel”[10].

## Zasięg występowania
Gacek alpejski występuje w Pirenejach, Alpach, na Półwyspie Bałkańskim, w Grecji, Anatolii, Kaukazie, południowo-wschodniej Syrii i zachodnim Iranie; obecny także na Korsyce i Krecie.

## Morfologia
Długość ciała (bez ogona) 46–55 mm, długość ogona 41–53 mm, długość ucha 34–38 mm, długość przedramienia 37–46 mm; masa ciała 6–10 g. Od pozostałych europejskich gatunków gacka różni się białym futrem na brzusznej stronie ciała, równowąskim prąciem i trójkątną plamką na dolnej wardze. Wzór zębowy: I {\displaystyle {\tfrac {2}{3}}} C {\displaystyle {\tfrac {1}{1}}} P {\displaystyle {\tfrac {2}{3}}} M {\displaystyle {\tfrac {3}{3}}} = 36. 